# Thecacera picta
Thecacera picta (лат.) — вид брюхоногих моллюсков из семейства Polyceridae отряда голожаберных (Nudibranchia).
Голотип был найден в заливе Суруга (Япония). Вид встречается в тропической западной части Индо-Тихоокеанской области. Обитает на наружной стороне коралловых рифов на глубине до 60 метров.
Длина тела моллюска составляет до 30 мм. Тело удлинённое, полупрозрачное с полосами чёрного цвета. На середине тела имеется пара выростов (цераты). Ринофоры и цераты, как правило, тёмно-оранжевого цвета с белым кончиком.
Бентосное животное, днём перемещается, не боясь стать добычей хищников, благодаря наличию защитных желёз, распределённых в тканях организма. Питается в основном мшанками.